# Intero privo di quadrati
In matematica, un privo di quadrati o intero libero da quadrati è un numero che non è divisibile per nessun quadrato perfetto tranne 1. Ad esempio, 10 è privo di quadrati, mentre 18 no, in quanto è divisibile per 9 = 32. I più piccoli interi privi di quadrati sono:
1, 2, 3, 5, 6, 7, 10, 11, 13, 14, 15, 17, 19, 21, 22, 23, 26, 29, 30, 31, 33, 34, 35, 37, 38, 39, 41, 42, 43, 46, 47, 51, 53, 55, 57, 58, 59, 61, 62, 65, 66, 67, 69, 70, 71, 73, 74, 77, 78, 79, 82, 83, 85, 86, 87, 89, 91, 93, 94, 95, 97, 101, 102, 103, 105, 106, 107, 109, 110, 111, 113, 114, 115, 118, 119, 122, 123, 127, 129, 130, 131, 133, 134, 137, 138, 139, 141, 142, 143, 145, 146, 149, 151, 154, 155, 157, 158, 159, 161, 163, 165, 166, 167, 170,...

## Definizioni equivalenti dei numeri privi di quadrati
Un intero n è privo di quadrati se e solo se nella sua fattorizzazione prima nessun numero primo appare più di una volta. Un'altra definizione equivalente è che per ogni divisore primo p di n, il primo p non divide n / p. Un'altra formulazione ancora: n è privo di quadrati se e solo se in ogni scrittura nella forma n=ab, i fattori a e b sono coprimi.
L'intero positivo n è privo di quadrati se e solo se μ(n) ≠ 0, dove μ indica la funzione di Möbius.
L'intero positivo n è privo di quadrati se e solo se tutti i gruppi abeliani di ordine n sono isomorfi, cosa che avviene se e solo se sono tutti ciclici. Questo deriva dalla classificazione dei gruppi abeliani finitamente generati.
Un intero n è privo di quadrati se e solo se il gruppo fattore Z / n Z (vedi aritmetica modulare) è un prodotto di campi. Ciò deriva dal teorema cinese del resto e dal fatto che un anello nella forma Z / k Z sia un campo se e solo se k è primo.
Per ogni intero positivo n, l'insieme di tutti i divisori positivi di n diventa un insieme parzialmente ordinato se usiamo la divisibilità come relazione d'ordine. Questo insieme parzialmente ordinato è sempre un reticolo distributivo. Si tratta di un'algebra di Boole se e solo se n è privo di quadrati.
Dato un intero positivo n, si definisce il radicale dell'intero n come:
m = rad(n),
uguale al prodotto dei numeri primi p che dividono n. I numeri n privi di quadrati sono quindi le soluzioni di n = rad(n).

## Distribuzione dei numeri privi di quadrati
Se Q(x) indica il numero di interi privi di quadrati fra 1 ed x, allora:
{\displaystyle Q(x)={\frac {6x}{\pi ^{2}}}+O({\sqrt {x}})}
(vedi pi greco e notazione O grande). La densità naturale asintotica dei numeri privi di quadrati è perciò:
{\displaystyle \lim _{x\to \infty }{\frac {Q(x)}{x}}={\frac {6}{\pi ^{2}}}={\frac {1}{\zeta (2)}}}
dove ζ è la funzione zeta di Riemann.
Similmente, se Q(x,n) indica il numero di interi privi di n-esime potenze fra 1 ed x, si può mostrare che:
{\displaystyle \lim _{x\to \infty }{\frac {Q(x,n)}{x}}={\frac {1}{\zeta (n)}}.}